# Star Wars: Gli eroi della galassia
Star Wars: Gli eroi della galassia è un videogioco di ruolo basato su carte collezionabili di tipo free-to-play per telefono cellulare sviluppato da Capital Games e pubblicato da Electronic Arts. Il gioco ha avuto un soft launch in Australia nell'ottobre 2015, ma venne formalmente distribuito il 24 novembre 2015.

## Modalità di gioco
Gli eroi della galassia è ambientato in una cantina nella galassia di Guerre stellari, dove persone di diverse specie competono in battaglie olografiche simulate che coinvolgono importanti eroi e malvagi per ottenere fama e denaro.
Lo scopo del gioco è raccogliere frammenti (di personaggi) per sbloccare i diversi personaggi storici della saga cult di Star Wars. Il titolo consente al giocatore di collezionare personaggi di Star Wars dall'universo canonico principale stabilito dopo l'acquisizione di Lucasfilm da The Walt Disney Company e dalla serie Star Wars: Knights of the Old Republic, creare squadre con i medesimi e utilizzarli per combattere in battaglie a turni i vari nemici, dalle Sorelle della Notte su Dathomir ai Sith sulla Morte Nera a una squadra di ewok sulla luna boscosa di Endor. I giocatori aumentano il proprio livello utente acquisendo esperienza completando missioni giornaliere o completando battaglie. Esistono diversi modi per raccogliere i personaggi: alcuni vengono dati ai giocatori immediatamente, mentre altri vengono sbloccati durante il gioco o come ricompense in-game sotto forma di frammenti che vengono guadagnati dai giocatori per sbloccare e/o promuovere i loro personaggi (ogni volta che un personaggio viene promosso guadagna una "stella"). I frammenti possono essere guadagnati dalle battaglie sia sul lato chiaro che sul lato oscuro della Forza o acquistati da un negozio con varia valuta (che, a sua volta, viene guadagnata durante le battaglie o può essere acquistata con soldi reali). I personaggi possono essere promossi a un massimo di sette stelle con ogni stella aggiuntiva che aumenta il loro potere. Una volta che un giocatore massimizza la rarità di un personaggio a sette stelle, sblocca un negozio speciale (il "Negozio frammenti") in cui i frammenti in eccesso di eroi a sette stelle possono essere scambiati con equipaggiamento. La quantità di frammenti necessaria per sbloccare il personaggio corrisponderà anche al loro livello di stella iniziale, che può variare da una a sette stelle. Equipaggiamento, mod e parti di abilità possono tutti aggiornare i personaggi, sebbene alcuni equipaggiamenti possano essere vinti principalmente solo dalle battaglie per un particolare lato della Forza, per incoraggiare i giocatori a giocare su entrambi i lati. Il limite massimo di livello in Star Wars: Gli eroi della galassia è 85, che è stato modificato dal precedente livello massimo di 80 (in precedenza 70). Il livello di equipaggiamento massimo di ciascun personaggio è XIII (13); una volta che un qualsiasi personaggio del videogiocatore avrà raggiunto il massimo livello di equipaggiamento (XIII, ottenibile attraverso il potenziamento di materiali rari se e solo se tale personaggio sarà già di livello massimo, ovvero 85) si sbloccherà il negozio "Mercante di rottami", gestito da un Jawa, in cui sarà possibile convertire l'equipaggiamento inutilizzato in materiali rarissimi che permetteranno di sbloccare per tale personaggio un equipaggiamento unico (ad esempio le "Spade laser di Jedi caduti" per il Generale Grievous, poiché colleziona le spade laser dei Jedi da lui uccisi).

Le principali valute del gioco sono "crediti" e "cristalli": i crediti possono essere usati per addestrare un eroe, comprare equipaggiamento dal negozio, ottenere un eroe quando si ha abbastanza frammenti o promuovere un eroe; i cristalli possono essere usati per acquistare pacchetti dal negozio, acquistare crediti, acquisire frammenti di personaggi e aggiornamenti di energia (che permette di partecipare alle battaglie). I cristalli possono essere acquistati con denaro o possono essere dati come ricompensa dall'arena e dalle sfide quotidiane.

### Incursioni
Le incursioni gilda sono prove di forza in cui i membri di una gilda devono collaborare per battere gli avversari più temibili della galassia. La salute del boss da sconfiggere è comune per tutti i membri della gilda (ogni danno inflitto al boss da qualsiasi giocatore farà diminuire di eguale misura la salute del boss a ogni altro membro della gilda) ma ogni giocatore combatte da solo usando una squadra formata dai soli propri personaggi.
Esistono 3 tipi di incursioni: una permette ai giocatori di combattere il Rancor, la seconda permette loro di affrontare il Triumvirato Sith e l'ultima il terribile AAT (Armoured Assault Tank, Carroarmato d'assalto) del Separatista Generale Grievous. Le incursioni "La fossa" e "Il Triumviato Sith" hanno 7 diversi livelli di difficoltà, mentre per l'AAT Separatista di Grievous si hanno 2 livelli di difficoltà. L'ultimo livello di difficoltà di qualsiasi incursione deve essere completato entro due giorni dal lancio; inoltre, per l'ultimo livello non verrà effettuato alcun aggiornamento della squadra e se il personaggio viene eliminato, non potrà più essere utilizzato per l'incursione (mentre per gli altri livelli i personaggi si aggiornano e possono essere riutilizzati dopo 24 ore anche se sono stati eliminati).
I giocatori della gilda possono inviare fino a 5 personaggi nel combattimento per infliggere il massimo danno ai nemici e abbatterli. La battaglia ha quattro fasi diverse e, una volta completate tutte, i giocatori partecipanti ottengono le loro ricompense per la fine dell'incursione.
- La fossa: introdotta nel gioco nell'aprile 2016, questa incursione consente di collezionare frammenti di Ian Solo.
Nella prima fase bisogna affrontare i Gamorreani, guerrieri rozzi e simili a porci, che formano la prima linea difensiva verso il santuario della fossa; il Capitano Gamorreano, protetto da ondate di rinforzi apparentemente infiniti, deve essere sconfitto per superare la porta del santuario. Nella seconda fase, viene liberata l'orribile mostruosità che dimora nella parte interna: il Rancor, una grossa creatura dalle fauci irte di denti aguzzi e dalla pelle coriacea; infastidito dal clamore della battaglia, le difese del Rancor sono pressoché impenetrabili in questa fase. Nella terza fase il Rancor assume un atteggiamento aggressivo che lo renderà più vulnerabile ai danni; nella quarta e ultima fase, il Rancor è ferito ma non ancora sconfitto, e la sua furia lo renderà ancora più pericoloso.
- Il Triumvirato Sith: su Malachor V si nasconde l'Accademia Trayus, un antico luogo d'addestramento dei Sith. Qui, tre potenti Signori dei Sith hanno formato un'alleanza per addestrare una nuova generazione di Sith e schiacciare l'Ordine dei Jedi una volta per tutte. Nella prima fase bisogna affrontare Darth Nihilus, il Signore della Fame, comparso alle porte dell'Accademia Trayus per assorbire la forza di coloro che desiderano accedervi. Una volta sconfitto, Nihilus si ritirerà nelle profondità dell'Accademia e un nuovo nemico apparirà nella Sala dei Duelli: Darth Sion, il Signore del Dolore. Nella terza fase si farà avanti la maestra di Darth Sion, Darth Traya, Signora del Tradimento. Nella quarta e ultima fase Darth Nihilus e Darth Sion scenderanno di nuovo in campo a fianco di Darth Traya: il micidiale Triumvirato Sith è adesso al gran completo.
- All'assalto del carro: aggiunto nell'aprile 2017, consente di raccogliere frammenti per il generale Kenobi. I compagni di gilda possono inviare fino a 5 personaggi per il combattimento in modo da infliggere il massimo di danni.
Il carro AAT del malvagio generale Grievous è tra le macchine da guerra più formidabili della galassia, una vera e propria arma di distruzione che ha causato non pochi problemi alle forze della Repubblica durante le Guerre dei Cloni. Nella prima fase il famigerato generale Grievous scende personalmente in campo per dirigere le operazioni. Nella seconda fase, dopo aver subito un certo numero di danni il malvagio Grievous ordina a uno dei suoi più temibili AAT di coprire la sua ritirata; con una corazza pressoché impenetrabile e un piccolo arsenale di armi antiuomo, questo mezzo è tra i più potenti sul campo di battaglia. Nella terza fase , dopo che l'AAT è stato messo fuori combattimento, Grievous schiera una squadra di droidi da battaglia B1, guidata da uno dei suoi speciali B2 con propulsore a razzo, per difendere la posizione mentre l'AAT viene riparato. Nella quarta e ultima fase, Grievous ordina un'offensiva finale schierando droidi da battaglia B2 aggiuntivi per supportare l'AAT e autorizzando l'uso di attacchi aerei per sterminare gli avversari.

## Sviluppo
Il titolo è stato annunciato all'E3 2015 nella conferenza di Electronic Arts. In un'intervista per IGN, la EA ha affermato di aver collaborato con i team di Lucasfilm Story durante lo sviluppo di questo gioco.

## Accoglienza
| Testata                         | Giudizio |
| ------------------------------- | -------- |
| Metacritic (media al 3-12-2015) | 70/100   |
| Multiplayer.it                  | 6,0/10   |

Il gioco ha ricevuto recensioni miste da parte della critica, con un punteggio attuale di 70/100 su Metacritic basato su 8 recensioni professionali.
La testata giornalistica online italiana Multiplayer.it ha lodato soprattutto la presenza di numerosi personaggi e scenari tratti da film e serie TV di Star Wars, nonché come la costruzione del party sia più profonda di quanto possa sembrare, pur sottolineando come sbloccare nuovi personaggi sia un procedimento lungo e noioso e come la progressione di gioco sia troppo legata al grind delle risorse:
A novembre 2021, il gioco risultava avere 100 milioni di giocatori.

## In altri media
- Nel 2019 il "Cavaliere Jedi Guardiano" (un personaggio del gioco, uno dei primi sbloccabili) è apparso nel fumetto della serie Star Wars: Age of Republic - Obi-Wan Kenobi della Marvel, nel quale si identifica come il Maestro Jedi Tosan.[10]
- Il 10 febbraio 2020 la catena GameStop ha rilasciato in esclusiva una action figure basata su "Revan Cavaliere Jedi" (il mitico personaggio di Star Wars: Knights of the Old Republic), che in una serie di missioni di Star Wars: Gli eroi della galassia completa il suo viaggio da Sith a Jedi; proprio come nel gioco per dispositivo mobile, Revan brandisce la sua spada laser viola mentre è ammantato di vesti Jedi bianche.[11]